# Peripleura
Peripleura é um género botânico pertencente à família Asteraceae. As plantas deste gênero são nativas da Austrália.

## Espécies
Esse gênero inclui 9 espécies aceitas: 
- Peripleura arida (NTBurb.) GLNesom
- Peripleura bicolor (NTBurb.) GLNesom
- Peripleura diffusa (NTBurb.) GLNesom
- Peripleura hispidula (F.Muell. Ex A.Gray) GLNesom
- Peripleura obovata (NTBurb.) GLNesom
- Peripleura scabra (DC.) GLNesom
- Peripleura sericea (NTBurb.) GLNesom
- Peripleura spechtii (NTBurb.) GLNesom
- Peripleura virgata (NTBurb.) GLNesom